# Jan Abraham Rudolph Kymmell
Jan Abraham Rudolph Kymmell (Assen, 4 november 1851 - aldaar, 22 maart 1922) was een Nederlandse burgemeester.

## Leven en werk
Kymmel was een zoon van de gemeentesecretaris van Assen en latere rijksarchivaris van Drenthe Georg Rudolph Wolter Kymmell en Anna Clasina Ovink. Na een niet afgemaakte studie filosofie was hij werkzaam in het Drents archief bij zijn vader. Hij volgde in 1877 Antonie van Riemsdijk op als burgemeester van Havelte. In 1881 besloot de gemeenteraad van Havelte het huis van de plaatselijke arts S. Wartena aan te kopen en dat in te richten als gemeentehuis. Op zijn verzoek werd het niet gebruikte gedeelte van het pand aan Kymmell verhuurd als woonhuis. Kymmells burgemeesterscarrière was niet bijzonder succesvol. In 1883 werd hij van plaats gewisseld met Pieter Alberts Derks, die toen burgemeester van Nijeveen was. Die periode heeft maar kort geduurd. Na enkele maanden werd Kymmell ontslagen wegens valsheid in geschrifte, gepleegd als ambtenaar van de burgerlijke stand van Havelte. Hij werd veroordeeld tot een half jaar gevangenisstraf en ƒ 50 boete. Hij ging aanvankelijk tegen dit vonnis in cassatie, maar trok zijn cassatieverzoek weer in. Kymmel heeft daarna weer bij het provinciaal archief gewerkt tot hij ook daar in 1902 werd ontslagen. Van 1896 tot 1920 was hij (eind)redacteur van de Nieuwe Drentsche Volksalmanak. Hij overleed in maart 1922 nadat hij dronken in het water van de sluis bij Loon was gevallen.